# 毛鱗無臂鮃
毛鱗無臂鮃為輻鰭魚綱鰈形目鰈亞目無臂鮃科的其中一種，為溫帶海水魚，分布於西南大西洋巴塔哥尼亞外海、福克蘭群島海域，棲息深度21-1186公尺，體長可達39公分，棲息在底層水域，生活性不明。